# Testa
Na anatomia humana, a testa é região do rosto acima das sobrancelhas . É constituída pelo osso frontal.